# ليكسينغتون (مسيسيبي)
ليكسينغتون (بالإنجليزية: Lexington, Mississippi)‏ هي مدينة تقع في الولايات المتحدة في مقاطعة هولمز. يقدر عدد سكانها بـ 2,025 نسمة ومساحتها 6.4 كم2 وترتفع عن سطح البحر 71 متر.

## التركيبة السكانية
حدّد مكتب تعداد الولايات المتحدة بيانات التركيبة السكانية لليكسينغتون في تعداد الولايات المتحدة. في ما يلي، التركيبة السكانية حسب تعدادي 2000 و2010.

### تعداد عام 2000
بلغ عدد سكان ليكسينغتون 2,025 نسمة بحسب تعداد عام 2000، وبلغ عدد الأسر 725 أسرة وعدد العائلات 504 عائلة مقيمة في المدينة. في حين سجلت الكثافة السكانية 323 نسمة لكل كيلومتر مربع (836.6/ميل2). وبلغ عدد الوحدات السكنية 802 وحدة بمتوسط كثافة قدره 127.9 لكل كيلومتر مربع (331.3/ميل2).
وتوزع التركيب العرقي للمدينة بنسبة 31.36% من البيض و67.26% من الأمريكيين الأفارقة و0.05% من الأمريكيين الأصليين و0.64% من الأمريكيين ذوي الأصول الآسيوية و0.69% من عرقين مختلطين أو أكثر و1.98% من الهسبانيون أو اللاتينيون من أي عرق.
بلغ عدد الأسر 725 أسرة كانت نسبة 37.2% منها لديها أطفال تحت سن الثامنة عشر تعيش معهم، وبلغت نسبة الأزواج القاطنين مع بعضهم البعض 37.8% من أصل المجموع الكلي للأسر، ونسبة 26.3% من الأسر كان لديها معيلات من الإناث دون وجود شريك،  بينما كانت نسبة 5.4% من الأسر لديها معيلون من الذكور دون وجود شريكة وكانت نسبة 30.5% من غير العائلات. تألفت نسبة 28.8% من أصل جميع الأسر من عدة أفراد يعيشون في نفس المنزل ونسبة 15.4% كانت تتألف من شخص يعيش بمفرده يبلغ من العمر 65 عاماً أو أكثر. وبلغ متوسط حجم الأسرة المعيشية 2.70، أما متوسط حجم العائلات فبلغ 3.34.
بلغ العمر الوسطي للسكان 34.9 عاماً. وكانت نسبة 28.4% من القاطنين تحت سن الثامنة عشر، وكانت نسبة 10% بين الثامنة عشر والرابعة والعشرين عاماً، ونسبة 25% كانت واقعةً في الفئة العمرية ما بين الخامسة والعشرين والرابعة والأربعين عاماً، ونسبة 17.7% كانت ما بين الخامسة والأربعين والرابعة والستين، ونسبة 15.7% كانت ضمن فئة الخامسة والستين عاماً فما فوق. يوجد لكل 100 أنثى 85.5 ذكر، ويوجد لكل 100 أنثى في الثامنة عشر من عمرها فما فوق 75.9 ذكر.
بلغ متوسط دخل الأسرة في المدينة 22,163 دولارًا، أما متوسط دخل العائلة فبلغ 29,732 دولارًا. وكان متوسط دخل الذكور 25,750 دولارًا مقابل 17,328 دولارًا للإناث. وسجل دخل الفرد الخاص بالمدينة 14,614 دولارًا. وكانت نسبة 32.7% من العائلات ونسبة 37.2% من السكان تحت خط الفقر، وكان من هؤلاء نسبة 54.5% تحت سن الثامنة عشر ونسبة 28.4% في الخامسة والستين من العمر وما فوق.

### تعداد عام 2010
بلغ عدد سكان ليكسينغتون 1,731 نسمة بحسب تعداد عام 2010، وبلغ عدد الأسر 677 أسرة وعدد العائلات 438 عائلة مقيمة في المدينة. في حين سجلت الكثافة السكانية 276.1 نسمة لكل كيلومتر مربع (715.1/ميل2). وبلغ عدد الوحدات السكنية 804 وحدة بمتوسط كثافة قدره 128.2 لكل كيلومتر مربع (332.0/ميل2).
وتوزع التركيب العرقي للمدينة بنسبة 27.04% من البيض و71.75% من الأمريكيين الأفارقة و0.12% من الأمريكيين الأصليين و0.52% من الأمريكيين ذوي الأصول الآسيوية و0.06% من الأعراق الأخرى و0.52% من عرقين مختلطين أو أكثر و0.98% من الهسبانيون أو اللاتينيون من أي عرق.
بلغ عدد الأسر 677 أسرة كانت نسبة 30.9% منها لديها أطفال تحت سن الثامنة عشر تعيش معهم، وبلغت نسبة الأزواج القاطنين مع بعضهم البعض 31.9% من أصل المجموع الكلي للأسر، ونسبة 27% من الأسر كان لديها معيلات من الإناث دون وجود شريك،  بينما كانت نسبة 5.8% من الأسر لديها معيلون من الذكور دون وجود شريكة وكانت نسبة 35.3% من غير العائلات. تألفت نسبة 32.2% من أصل جميع الأسر من عدة أفراد يعيشون في نفس المنزل ونسبة 12.4% كانت تتألف من شخص يعيش بمفرده يبلغ من العمر 65 عاماً أو أكثر. وبلغ متوسط حجم الأسرة المعيشية 2.56، أما متوسط حجم العائلات فبلغ 3.23.
بلغ العمر الوسطي للسكان 38.7 عاماً. وكانت نسبة 24.7% من القاطنين تحت سن الثامنة عشر، وكانت نسبة 11% بين الثامنة عشر والرابعة والعشرين عاماً، ونسبة 20.8% كانت واقعةً في الفئة العمرية ما بين الخامسة والعشرين والرابعة والأربعين عاماً، ونسبة 28.9% كانت ما بين الخامسة والأربعين والرابعة والستين، ونسبة 14.6% كانت ضمن فئة الخامسة والستين عاماً فما فوق. وتوزع التركيب الجنسي للسكان بنسبة 46.4% ذكور و53.6% إناث.

## أعلام
- فيلي ويست
- ادمون نويل
- جون ك. بلاك